# センターワンホテル半田
センターワンホテル半田（センターワンホテルはんだ）は愛知県半田市にあるビジネスホテル。

## 沿革
- 2002年（平成14年）7月27日 - 営業開始[1]。
- 2006年（平成18年）2月20日 - 構造計算書偽造問題に伴い解体開始[2]。
- 2007年（平成19年）4月16日 - ホテルを再建して営業再開[3]。
- 2015年（平成27年）11月17日 - 半田電化工業、自力営業断念[4]。

## 施設
客室150室の内、シングルルーム（タイプ別あり）が141室。また全室にブロードバンドインターネット接続環境を備えているほか、1階ロビーにパソコンとプリンターを備えたOAコーナーが設置されているなど、基本的にビジネス客向けとなっている。

## アクセス
自家用車
- 知多半島道路 半田I.C.から約10分。

鉄道
- 名鉄河和線 知多半田駅から徒歩で約5分。
- JR武豊線 半田駅から徒歩で約7分。

## 構造計算書偽造問題
運営会社が地元の金属加工業者である以外は普通のビジネスホテルであったが、2005年（平成17年）に発覚した構造計算書偽造問題に巻き込まれた。精査の結果、ホテル本体について耐震性に問題があることが確認されたため、2006年（平成18年）から一旦建物を取り壊して再建した上で2007年（平成19年）4月から営業を再開した。
構造計算書偽造問題において、ホテル建設の際の建築確認申請に対する建築確認を行った愛知県に過失があったとして損害賠償請求の訴訟を起こした。1審においては県に過失があったことが認められたが、2審においては県の過失は否定された。上告するも棄却され県に対しては敗訴する結果となった。ホテルの公式サイトでは構造計算書偽造問題への対応記録とコメントを公表している。
また、この問題を名古屋に拠点を置く劇団少年ボーイズが舞台化し『センターワンホテル半田 大偽装』として名古屋市や半田市で上演した。